# Sittlichkeit
Sittlichkeit es el concepto de "vida ética" u "orden ético" propuesto por el filósofo Georg Wilhelm Friedrich Hegel en su obra de 1807 Fenomenología del espíritu y en su obra de 1821 Elementos de la filosofía del derecho.

## Las tres esferas del derecho
En Elementos de la Filosofía del Derecho, Hegel presenta la esfera del derecho abstracto  ( Recht ), la primera de las tres esferas del derecho que establece. Está marcado por el concepto de personalidad y las acciones de los individuos.  Esta esfera constituye lo que Isaiah Berlin llamaría libertad negativa, es decir, libertad establecida a través de la negación de un impulso externo.
La segunda esfera constituye la moralidad kantiana y por lo tanto, se llama la esfera de la moralidad ( Moralität ).  Esta esfera constituye lo que Isaiah Berlin llamaría libertad positiva, es decir, autonomía moral.  Sin embargo, Hegel critica el despliegue de la moralidad kantiana en la sociedad por ser insuficiente. Explica esta deficiencia a través de la crítica filosófica de patologías como la soledad, la depresión y la agonía. 
La tercera esfera, la esfera de vida ética (Sittlichkeit), está enmarcada por la sociedad familiar, civil y el Estado.
Para entender correctamente el movimiento desde las dos primeras esferas a la última, hay que entender que la normatividad del Sittlichkeit' s trasciende al individuo, mientras que la Moralität puede ser racional y reflexiva, y también es individualista. La tercera esfera es un intento de describir una concepción limitada de la persona mediante una apelación al contexto institucional más amplio de la comunidad y un intento de unir los sentimientos subjetivos individuales y el concepto de derechos generales. 
El término Sittlichkeit ya había sido usado por Hegel anteriormente en su Fenomenología del espíritu para referirse al "comportamiento ético basado en la costumbre y la tradición y desarrollado mediante el hábito y la imitación de acuerdo con las leyes objetivas de la comunidad".